# The Lord of the Rings: The Battle for Middle-earth
Battle for Middle-Earth é um jogo de estratégia para PC (estilo Age of Empires), baseada na trilogia cinematográfica de O Senhor dos Anéis produzida e dirigida por Peter Jackson - da qual a Electronic Arts detém os direitos de adaptação.

## O Jogo
O jogador tem a possibilidade de comandar dois exércitos do bem - Rohan e Gondor - e dois do mal - Isengard e Mordor - em duas campanhas. Também há combates de um jogador contra outro, ou mais oponentes controlados pelo computador e disputas multiplayer para até oito jogadores, por rede ou Internet. O destaque, sobretudo para os fãs de O Senhor dos Anéis, é a campanha do bem, que transcorre pela história dos três filmes. 
A campanha alterna conquistas de territórios, protagonizadas pelos exércitos de Rohan e Gondor, com eventos mostrados no cinema, como a incursão da Sociedade do Anel às minas de Moria, a batalha no Abismo de Helm (fantástica tanto no filme como no game), a invasão dos Ents em Isengard (também é necessário derrubar a barragem) e outros. Um "Palantír" localizado no canto inferior esquerdo da tela se encarrega de mostrar as próprias cenas dos filmes correspondentes ao evento. 
Em Battle for Middle-Earth, é permitido até mesmo algumas "licenças poéticas", como fazer Gandalf derrotar Balrog ainda nas minas de Moria e salvar Boromir do orc vitaminado Lurtz. O legal é que praticamente todos os elementos da trilogia estão presentes no game: os heróis, de Frodo a Eowyn, os vilões, de Saruman aos Nazgul, e algumas unidades fantásticas, como os Mumakil..
Mas não é possível comandar o poderoso Sauron. Ele está presente somente como um poder, o "olho de Sauron", que pode revelar a posição das tropas inimigas.

## Dentro das Batalhas
As estruturas, a coleta de recursos e as atualizações são simplificadas, o que pode decepcionar aqueles jogadores que curtem passar mais tempo no desenvolvimento das suas civilizações. Em "Battle for Middle-Earth", o negócio é ir para o combate, e com o maior número de tropas possível. Aqui, entram duas características importantes: 
Na medida em que vai vencendo os oponentes, o seu exército vai acumulando pontos de comando, nada mais que o limite máximo de unidades que você pode ter sob suas ordens. Contudo, o número de pontos de comando não coincide com o número exacto de tropas. Soldados mais fortes como cavalaria ou ents gastam mais pontos de comando do que unidades mais fracas como infantaria. Isso faz com que as batalhas, que começam com poucas unidades, vão sendo sucedidas por outras gigantescas, verdadeiramente épicas, bem como ocorre ao longo da trilogia cinematográfica. E o controle de dezenas - ou centenas - de soldados não é difícil, já que o usuário seleciona cinco unidades de cada vez - exceção para os heróis e para unidades maiores, como os Ents.

## Experiência
Outra característica importante de "Battle for Middle-Earth" são os diversos níveis de acumulo de experiência. Heróis, algumas unidades e até mesmo estruturas podem acumular "liderança", deixando as que estão nas proximidades mais poderosas. Ganhando experiência, alguns edifícios podem também defender-se e criar unidades que não podiam noutros niveis. E todas as unidades - até mesmo os soldados mais "rasos" - acumulam experiência na medida em que derrubam seus inimigos. Por fim, o próprio jogador vai acumulando experiência e tendo acesso a poderes especiais, como a invocação do Exército dos Mortos (O Retorno do Rei) e o já citado Olho de Sauron. Isso justifica um pouco as missões paralelas com os exércitos de Rohan e Gondor. É importante ser bem-sucedido nessas fases, um tanto repetitivas, para obter liderança, experiência e poderes para as demais batalhas.

## Gráficos
O visual das unidades e dos cenários ficou muito bom, sobretudo por sua fidelidade ao filme. E o mais incrível é que "Battle for Middle-Earth" não requer uma máquina topo de linha, já que o sistema gráfico é adaptado de "Command & Conquer - Generals", lançado em 2003. Ainda assim, é possível configurar o game para explorar o máximo dos recursos do computador. O jogo roda no Windows 2000, XP vista e Seven e requer 3,5 Gb de espaço disponível no disco rígido - são quatro CD-ROMs 
De qualquer forma, se Peter Jackson conseguiu a adaptação definitiva da trilogia de Tolkien para os cinemas, a EA fez o mesmo para o mundo dos games.

## Recepção
Segundo analistas, o jogo possui uma ambientação bastante completa do Universo dos livros e filmes de O Senhor dos Anéis. O jogo também foi elogiado por suas batalhas navais. Também notou-se que dá bastante ênfase na defesa.

## Ver Também
- The Lord of the Rings: The Battle for Middle-earth II